# Giovanna Corda
Giovanna Corda (* 2. November 1952 in Carbonia, Italien) ist eine belgische Politikerin (PS).

## Leben und Wirken
Corda machte das Graduat in Wirtschaftswissenschaften und eine Ausbildung für die Lehrbefähigung an den Provinzschulen. Nachdem sie das staatliche Lehrerdiplom erhalten hatte, war sie kaufmännische Angestellte sowie Sekundarschullehrerin an der Oberstufe im Bereich Wirtschaft. Ferner war sie Schöffin in verschiedenen Bereichen sowie Sachverständige bei der Migrationskommission der Region Sardinien.
Corda ist Mitglied des Ortsverbandes, des Gleichstellungsausschusses der PS, des sozialistischen Gemeindeverbandes, des Regionalvorstandes, des Regionalkomitees und des Bundespräsidiums der PS. Am 3. September 2007 rückte sie für Marc Tarabella ins Europäische Parlament nach und gehörte diesem bis 2009 an.